# 가잘라 전투
가잘라 전투(Battle of Gazala)는 1942년 5월 23일부터 1942년 6월 21일까지 리비아 투브루크 근교의 가잘라에서 일어난 제2차 세계 대전의 서부 사막 전역의 전투이다.
이 전투는 클로드 오킨렉, 닐 리치가 이끄는 영국의 중동 사령부(인도 제국, 남아프리카 연방 포함), 에르빈 롬멜이 이끄는 나치 독일의 아프리카 군단 기갑사단, 이탈리아 왕국의 에토레 바스티코가 이끄는 군단이 참전했다.
롬멜은 가잘라에서 비르하케임(Bir Hakeim)까지 이르는 연합국의 방어선인 가잘라 선에서 위장 공격을 하면서 기갑사단을 방어선의 남쪽으로 우회시켰고 방어선의 배후에 있던 영국군 장갑 부대를 공격하기 위해 진격했다. 이 공격은 성공한 듯 보였지만 가잘라 선의 남단에 있던 비르하케임에서는 자유 프랑스의 완강한 저항으로 인해 물자 보급이 여의치 않았다.
롬멜의 전차 부대는 연료와 탄약 부족으로 인해 오히려 불리한 입장에 놓이게 되었다. 리치가 이끄는 중동 사령부는 이 상황에 대한 대응이 늦어졌고 롬멜은 가잘라 선의 중앙에 위치한 비르하케임 북쪽에 보급로를 열어 서쪽으로 향하는 전력에 집중 공격을 가했다.
전투는 전차가 많이 파괴된 추축국의 승리로 끝났다. 그러나 전투에서 중요한 역할을 해야 할 기갑부대가 소모되면서 이집트로 퇴각한 영국군에 결정적인 타격을 주지 못했다. 이 때문에 롬멜의 추격은 엘 알라메인에서 멈췄고 제1차 엘 알라메인 전투로 이어지게 된다.

## 전투 피해
8군은 50000명이 사상자 였는데 그중 32000명이 포로였고 토브룩을 잃었다. 추축군은 독일군3360명이 사상자였지만 이탈리아군은 손실이 적었다. 6월 30일 독일 아프리카 군단은 400명 사상자 와 44대에서 55대 전차가 손실 되거나 파괴 되었고 이탈리아 20군단은 15대 전차와 90경보병사단은 1679명이 사상자가 생겼다. 제8군의 수천톤의 물자가 잃었고 80만 포병탄 13만 탄약과 많은 전차를 잃었다.

## 전투 서열

### 연합군
영국 제8군 - 닐 리치 중장
- 영국 제13(XIII)군단 - 윌리엄 고트 중장
  - 영국 제50(노섬브리안) 보병사단
    - 제69보병여단
    - 제150보병여단
    - 제151보병여단

  - 제1남아프리카사단
    - 제1남아프리카보병여단
    - 제2남아프리카보병여단
    - 제3남아프리카보병여단

  - 제2남아프리카사단
    - 제4남아프리카보병여단
    - 제6남아프리카보병여단
    - 제9남아프리카보병여단

  - 제1기갑여단
  - 제32기갑여단
- 뉴질랜드 군단 - 군단장 버나드 프레이버그 중장
  - 뉴질랜드 제2사단
    - 뉴질랜드 제5보병여단
    - 뉴질랜드 제6보병여단

  - 제8기갑여단
- 제30(XXX)군단 - 군단장 윌로비 노리 중장
  - 영국 제1기갑사단
    - 2기갑여단
    - 22기갑여단
    - 201기갑여단

  - 영국 제7기갑사단
    - 제4경기갑여단
    - 제7차량화보병여단
    - 제3인도차량화보병여단
    - 제29인도보병여단
    - 제1자유프랑스여단
- 예비대
  - 인도 제5보병사단
    - 10인도보병여단
    - 2자유프랑스여단

  - 인도 제10보병사단
    - 20인도보병여단
    - 21인도보병여단
    - 25인도보병여단

  - 인도 제5보병여단
  - 인도 제11보병여단

### 추축군
- 아프리카 기갑군 - 에르빈 롬멜 상급 대장
  - 아프리카 군단
    - 제15기갑사단
      - 제8기갑연대
      - 제115기갑척탄병연대
      - 제33포병연대

    - 제21기갑사단
      - 제5기갑연대
      - 제104기갑척탄병연대
      - 제105포병연대

    - 제90경보병사단
      - 제155경보병연대
      - 제200경보병연대
      - 제361경보병연대
      - 제190포병연대

  - 이탈리아 제20(XX)차량화군단
    - 제132기갑사단 아리에테
      - 제132기갑연대
      - 제32기갑연대
      - 제8베르살리에리연대
      - 제132포병연대

    - 제101차량화사단 트리에스테
      - 제65보병연대
      - 제66보병연대
      - 제9베르살리에리연대
      - 제21포병연대
- 크뤼벨 보병집단 - 루트비히 크뤼벨 대장
  - 제10(X)군단
    - 제17보병사단 파비아
      - 제27보병연대
      - 제28보병연대
      - 제26포병연대

    - 제27보병사단 브레시아
      - 제1보병연대
      - 제19보병연대
      - 제20보병연대

  - 제21(XXI)군단
    - 제60보병사단 사브라타
      - 제80보병연대
      - 제86보병연대
      - 제42포병연대

    - 제102차량화사단 트렌토
      - 제61보병연대
      - 제62보병연대
      - 제7베르살리에리연대
      - 제46포병연대

    - 독일 제115저격병여단

## 같이 보기
- 비르하킴 전투